# Guaycuru (jezična porodica)
Guaycuruan.- Porodica indijanskih jezika iz sjeverne Argentine, južnog Brazila i manjim dijelom Paragvaja. Porodica je dobila ime po Guaycurú ili Guaicurú Indijancima, poznatima i kao Mbayá. Članovi porodice su: Abipón /plemena: Riikahè, Yaaukanigá, Nakaigetergehè/, Caduveo (Cadiguegodí ili Kadiwéu; potomci Mbayá), Guetiadegodi (Gueteadeguo, Guatiadeo, Uatadeo, Ouaitiadeho), Apacachodegodeguí (Apacachodegodegi, Apacachodeguo, Apacatchudeho, Pacajudeus),  Eyibogodegí, Gotocogegodegí, Lichagotegodi (Icachodeguo, Xaguetéo, Chagoteo), Sarigue, Gulgaissen, Magach, Mepene, Mocoví, Toba, Pilagá, Payagua, Aguilot.

## Klasifikacija
Mbaya-Guaycurú :
1) Guachí
2) Mbaya, uključuju:
XVIII. stoljeće
- Cadiguegodis (ili Caduveo), s:
  - Cadiguegodis (Caduveo),
  - Apacachodegodegi (Apacachodeguo),
  - Lichagotegodis.
- Gocogotegodis,
- Eyibogodegí,
- Guetiadegodis,
- Bentuebeo.

XIX. i XX. stoljeće
- Caduveo (noviji naziv Kadiwéu).

3) Guaycurú, s:
- Guaycurú,
- Guaicurutí.
- Guatatas,
- Yapirues,
- Naperus,
- Comocaya,
- ¿Tapayaes?

 Grupa ribereño ili obalna grupa :
4) Payagua, s:
- Sarigué,
- Agacé.

5) Coñamec,
6) Mepenes, s:
- Yaukanigas.

7) Ingatús,
8) Beayes,
9) Bereses,
10) Tendeaes. 
 Grupa meridional (južna grupa) :
a) subgrupo central ili središnja podgrupa: 
11) Toba, s:
XVI-XVII. stoljeće
- Komekec,
- Nogogayes,
- Naticas,
- Mogosmas,
- Chiroquinas,
- Tapicosique,
- Dapicosique.

XIX-XX. stoljeće
- Taroolec (tobas bolivianos),
- Tobas occidentales (Zapadni Tobas),
- Ñachilamólnec (tobas de Sombrero Negro),
- Tobas orientales, s:
  - Takischec,
  - Laagañasik,
  - Shiwlik,
  - Tagñilek,
  - Dapigenlek (Dapicosiques),
  - Olegegánal,
  - Iolopí.

12) Pilagás,
13) Aguilot,
14) Karraim. 
b) subgrupo sur ili južna podgrupa : 
15) Mocovies, s:
XVII-XVIII. stoljeće
- Mohoyes,
- Aguilot,
- Palomos, s:
  - Labradillos.
- Copogni,
- Pelones,

XVIII-XIX-XX. stoljeće
- Jogongaek,
- Sanjavierinos,
- Sampedrinos,
- Calchineros,
- Capilleros,
- Noenagacec,
- Ischipile’ec.

16) Abipones, s:
XVII. stoljeće
- Chaguahazagues,
- Estoyubec.

XVIII-XIX. stoljeće
- Rukahes ili Riikahè,
- Naquetagués,
- Acaguitaggauehec,
- Yaukanigas (stari Mepenes).
- ¿Cayjafaes?,
- Sauceros.

## Jezici
- Abipon [axb], Argentina. †
- Kadiwéu [kbc], Brazil, 1.590 (1998 ISA).
- Mocoví [moc], Argentina, 4. 530 (2000).
- Pilagá [plg], Argentina, 4.000 (2004 FEL).
- Toba [tob], Argentina, 19.800 (2000 WCD); Paragvaj 1.510 (2007 Perik)Ethnologue (16th).

## Vanjske poveznice
- Ethnologue (14th)
- Ethnologue (15th)